# Цілинна балка Троїцька, ділянка №2
Цілинна балка Троїцька, ділянка №2 — ентомологічний заказник місцевого значення. Об'єкт розташований на території Мелітопольського району Запорізької області, біля села Троїцьке.
Площа — 9 га, статус отриманий у 1984 році.